# 阿尔戈撞击坑
阿尔戈撞擊坑（Argo Crater）位于火星子午线高原，火星车机遇号在任務開始第360个火星日时經過这座撞擊坑，位于机遇号降落時分離的隔热板及一旁的隔热板岩石以南大约300公尺处。